# 大聖方濟各聖殿
大聖方濟各聖殿（西班牙語：Real Basílica de san Francisco el Grande）是西班牙首都馬德里的一座羅馬天主教的教堂，位於馬德里市中心。這座教堂修建於18世紀後期，是一座新古典主義風格建築。教堂的圓頂直徑33公尺，高58公尺。